# Đặng Nghiễm
Đặng Nghiêm hay Đặng Nghiễm (1155-1236) người làng An Để, xã Hiệp Hoà, huyện Vũ Thư, tỉnh Thái Bình.  Ông là người đầu tiên đỗ Khoa bảng của vùng Sơn Nam dưới triều đại nhà Lý.

## Tiểu sử
Đặng Nghiễm là con của Đô đầu hoả Đặng Phúc Mãn, cụ thủy tổ họ Đặng của Việt Nam, một người có tổ tiên từ khu vực Trung Quốc di cư. Gia đình ông có 5 anh em

## Sự nghiệp
Vốn nổi tiếng thần đồng ông được chọn vào học ở Ngự Diên, trường học của con em các quan trong triều. Năm 30 tuổi ông dự khoa thi Bính Thìn niên hiệu Trinh Phù thứ 10 đời Lý Cao Tông năm 1185 và đỗ Minh Kinh bác học, đứng thứ hai khoa thi sau Bùi Quốc Khái, là người được ghi tên thứ năm trên trình tự bia đá ở Quốc Tử Giám. Ông được bổ chức Thuyết học của triều đình làm nhiệm vụ vận động và trông coi việc học tập của đất nước, sau đó ông được bổ làm Thuyết thư trong triều đình có nhiệm vụ giảng sách cho nhà vua cùng hoàng tử, công chúa và các quan trong triều.

Sau khi vua Lý Cao Tông mất, Đặng Nghiễm đã cáo quan về quê sinh sống và  khuyến cáo sự học, mở lớp rèn dạy môn sinh. Sách Đại Nam nhất thống chí, chép về ông:
| “ | Là người mở đầu khoa hoạn cho các Đại khoa làng khoa cử vùng Sơn Nam. Làm quan tới chức Thị Lang công bộ. Năm 55 tuổi cáo quan về bản quán dạy học. Là người khai mở mệnh mạch văn chương cho mảnh đất này thành dòng chảy mãi về sau. | ” |

Đặng Nghiễm mất năm 1236 ở quê nhà, hưởng thọ 79 tuổi.

## Di sản
Cuối năm 2007, Viện sử học Việt Nam cùng Trung tâm văn hoá khoa học Quốc Tử Giám, kết hợp với Trung tâm nghiên cứu phả tộc Việt Nam và Ban liên lạc họ Đặng Việt Nam đã tiến hành tạc tượng ông bằng đồng, và tổ chức hội thảo vinh danh ông ở Văn Miếu Quốc Tử Giám. Sau đó bức tượng được tặng cho nhà thờ họ Đặng ở Thái Bình. Đây cũng là thờ thủy tổ họ Đặng Việt Nam, vì ông được tôn là ông tổ họ Đặng của toàn quốc.
Tỉnh Thái Bình đặt tên Đặng Nghiêm cho một con đường ở cạnh sông Trà Lũ.
Ngày 12-10-2015, Bộ Văn hóa, Thể thao và Du lịch ra Quyết định số 3439/QĐ-BVHTTDL về việc xếp hạng di tích Từ đường Tiến sĩ Đặng Nghiêm, Đặng Diễn là di tích quốc gia.

## Hậu duệ
Ông có 3 người con trai: Đặng Tảo, Đặng Diễn đỗ tiến sỹ và Đặng Ma La vị Thám hoa đầu tiên của lịch sử khoa cử Việt Nam, khoa thi năm Đinh Mùi niên hiệu Thiên Ứng Chính Bình thứ 16 (1247) khi mới 14 tuổi,là nhà khoa bảng trẻ tuổi thứ hai sau Nguyễn Hiền 13 tuổi.
Đặng Diễn khi còn trẻ đã nổi tiếng văn tài kiệt xuất nên được chọn vào học ở Ngự Diên và được nhà vua yêu quý, thường cho hộ giá. Năm 1231, Ông được lĩnh chức Ngự Diên bút thư giúp vua soạn các sắc chỉ. Năm 1232 ông đỗ Hoàng giáp, đứng đầu kỳ thi Thái học sinh khoa Nhâm Thìn. Khi Thượng hoàng Trần Thừa mất ông được cử chức Hộ tống Ngự quan để đưa linh cữu về quê an táng. Sau ông được bổ làm Tá thư Tri Quốc tử viên đào tạo nhân tài cho triều đình. Ngoài 40 tuổi ông theo gương các vua Trần từ quan đi tu thiền ở Trúc Lâm Yên Tử.
Đặng Tảo sinh năm Trinh Phù thứ 20, đời vua Lý Cao Tông, đỗ Thái học sinh, làm quan tới Thừa hiến, thăng Phó đô đốc, Nhập thị nội các kiêm Đông các Đại học sỹ cáo thụ Vân ý Vinh lộc đại phu, phong tặng Cao Nghĩa thần.
Các cháu chắt của Đặng Nghiễm: 
```

```

Con trưởng của Đặng Ma La là Đặng Hữu Điểm cùng con trai Đặng Nhữ Lâm đều từng làm Đại Phu triều Trần và đi sứ sang nhà Nguyên . Từ các sách viết về Thiên văn và làm lịch của Trung Quốc, Đặng Nhữ Lâm và con trai là Đặng Lộ đã đúc kết ra Lung Linh Nghi, một dụng cụ để khảo sát thiên tượng mà Đại Việt Sử ký toàn thư ghi là rất linh nghiệm.
Con trai cụ Đặng Lộ là Thái Bảo Hậu nhân hầu Đặng Bá Kiển đã đi làm quan và di cư vào cư trú ở phía Nam núi Hồng Lĩnh tạo thành một chi họ Đặng ở đất Hoan Châu; họ Đặng bắt đầu phân chi ở phía Nam. Hai cha con Đặng Tất, Đặng Dung là cháu-chắt cụ Đặng Lộ làm quan thời nhà Trần ở đất mới Hóa Châu, sau này họ đứng lên phò Trần Ngỗi. Nhưng Giản Định Đế bị kẻ xấu gièm pha nên đã giết chết Đặng Tất và Nguyễn Cảnh Chân, khiến Đặng Dung tôn lập Trần Quý Khoáng lên ngôi tức Trùng Quang Đế.